# Vattuvaara
Vattuvaara este o arie protejată (arie specială de conservare — SAC, sit de importanță comunitară — SCI) din Finlanda întinsă pe o suprafață de 383 ha, integral pe uscat.

## Localizare
Centrul sitului Vattuvaara este situat la coordonatele 63°54′38″N 29°51′09″E / 63.9106°N 29.8525°E.

## Înființare
Situl Vattuvaara a fost declarat sit de importanță comunitară în august 1998 pentru a proteja 4 specii de animale. Situl a fost protejat și ca arie specială de conservare în aprilie 2015.

## Biodiversitate
Situată în ecoregiunea boreală, aria protejată conține 7 habitate naturale: Lacuri și iazuri distrofice naturale, Mlaștini turboase de tranziție și turbării mișcătoare, Izvoare fino-scandinave și mlaștini produse de izvoare bogate în minerale, Turbării Aapa, Taiga vestică, Mlaștini împădurite, Cursuri de apă de la nivel de câmpie la nivel montan, cu vegetație Ranunculion fluitantis și Callitricho-Batrachion.
La baza desemnării sitului se află mai multe specii protejate:
- mamifere (2): veveriță zburătoare siberiană (Pteromys volans), Rangifer tarandus fennicus
- nevertebrate (2): Agathidium pulchellum, Pytho kolwensis

Pe lângă speciile protejate, pe teritoriul sitului au mai fost identificate 2 specii de plante, 5 specii de păsări, 4 specii de nevertebrate, 6 specii de pești.